# جورج دايتون (رائد أعمال)
جورج دايتون (بالإنجليزية: George Dayton)‏ هو رائد أعمال أمريكي، ولد في 6 مارس 1857 في كليفتون سبرينغز في الولايات المتحدة، وتوفي في 18 فبراير 1938 في منيابولس في الولايات المتحدة.

## وصلات خارجية
- جورج دايتون على موقع الموسوعة البريطانية (الإنجليزية)
- جورج دايتون على موقع إن إن دي بي (الإنجليزية)